# Enzianhütte (Allgäu)
Die Enzianhütte ist eine private Hütte, welche seit 1937 im Besitz der Familie Schwegler ist. Die Hütte liegt auf 1804 m ü. NHN in den Allgäuer Alpen in der Nähe von Oberstdorf in Hangwiesen, am Aufstieg zur benachbarten Rappenseehütte (2091 m) und weiter zum Heilbronner Weg.

## Geschichte
1935 pachtete Max Schwegler die 100 Hektar große Alpe, welche er ab 1936 bewirtschaftete und bereits 1937 kaufte. Im selben Jahr begann er mit dem Bau der Enzianhütte, die 1938 mit 80 Schlafplätzen fertiggestellt wurde. Schon damals standen Gerichte von regionalem Wild auf der Karte. 1948 wurde nach Renovierungsarbeiten der Betrieb wieder aufgenommen, nachdem die Hütte im Zweiten Weltkrieg durch Marokkaner belagert und in einem desolaten Zustand hinterlassen wurde. 1968 wurde die Materialseilbahn gebaut, um die Hütte besser versorgen zu können. 1980 wurde die Hütte neu gebaut, wofür um die 6.000 Helikopterflüge nötig waren, um das benötigte Material einzufliegen. Damit die Bewirtschaftung während der Bauarbeiten weitergehen konnte, wurde die Neue Hütte einfach um die Alte Hütte herumgebaut. 2000 entstand ein 80 m² großer Wellnessbereich im Zuge neuerlicher Renovierungsarbeiten mit Whirlpool, Sauna und Naturbadeteich. 2004 wurde die Materialseilbahn demontiert und die Versorgung auf Helikopter umgestellt. 2009 wurde die Hütte um zusätzliche 160 m² erweitert sowie ein Blockheizkraftwerk gebaut. 2012 wurde der Bau der hauseigenen Mikrobrauerei mit dunklem Weizen namens „Der Gipfelstürmer“ sowie der Wohlfühlterrasse vorgenommen. Neben dem dunklen Weizen wird zudem noch alkoholfreies Weizen und ein naturtrübes Bier gebraut. 2015 wurde eine BOS-Funk-Antenne auf das Dach gesetzt und eine neue Materialseilbahn errichtet, über die seitdem die Versorgung erfolgt.

## Hüttenzustieg
Von Birgsau (Bus von Oberstdorf) über Einödsbach in ca. 2½ Stunden, vom Fellhornparkplatz ist die Enzianhütte über die Petersalp in ca. 3,5 Stunden erreichbar. Das letzte Teilstück von der Petersalp ist steil und überwindet ca. 700 Höhenmeter.

## Touren
- Heilbronner Weg
- Linkerskopf (2455 m) 4 Stunden
- Hohes Licht (2651 m) 6 Stunden
- Biberkopf (2599 m) 6 Stunden
- Hochrappenkopf (2425 m) 5 Stunden
- Rappenseekopf (2469 m) 5 Stunden[7]

## Übergänge
Die direkten Nachbarhütten sind
- Rappenseehütte (2091 m, ca. 1½ Stunden)
- Fiderepasshütte (2067 m), mit Abstieg über Breitengernalpe (1156 m) und weiter über die Fiderescharte (2214 m)
- Kemptner Hütte
- Waltenbergerhaus

## Karten
- Alpenvereinskarte 2/1 Allgäuer-Lechtaler Alpen West (1:25.000)